# 戈爾茲伯里 (密蘇里州)
戈爾茲伯里（英語：Goldsberry）是位於美國密蘇里州梅肯縣的非建制地區。

## 歷史
戈爾茲伯里的郵局於1882年設立，其後於1974年停運。

## 地理
戈爾茲伯里所處的海拔為高於海平面301米（即988英呎），而該地所採用的時區為UTC-6，即北美中部時區（CST）。同時該地設有夏令時間，為UTC-6調快一小時，即UTC-5（CDT）。